# Saison 2015-2016 de l'USAM Nîmes
Maillots
Actualités
Dernière mise à jour : 4 décembre 2015.
La saison 2015-2016 de l'USAM Nîmes Gard est la 24e saison en première division depuis 1983.

## Pré-saison

### Budget
Douzième budget de D1 avec 2,73 millions d'euros, il est en augmentation de 4,2% par rapport à la saison précédente (2,65 millions d'euros). La masse salariale de 975 000 € représente 35,7% du budget.

### Transferts
| Nom | Nom                      | Poste          | Provenance/Destination | Provenance/Destination   | Durée |
|     |                          |                | Arrivées               |                          |       |
|     | Snorri Steinn Guðjónsson | Demi-centre    |                        | Sélestat Alsace handball | 3 ans |
|     |                          |                | Départs                |                          |       |
|     | Damien Scaccianoce       | Ailier droit   |                        | Retraite                 | -     |
|     |                          |                | Prolongations          |                          |       |
|     | Guillaume Saurina        | Arrière gauche |                        |                          | 1 an  |
|     | Damien Waeghe            | Arrière droit  |                        |                          | 1 an  |
|     | Jean-Philippe Haon       | Ailier gauche  |                        |                          | 1 an  |
|     | Florent Ferreiro         | Pivot          |                        |                          | 2 ans |
|     | Thomas Tésorière         | Défenseur      |                        |                          | 2 ans |
|     | Alberto Aguirrezabalaga  | Ailier droit   |                        |                          | 2 ans |

| Nom | Nom                | Poste          | Provenance/Destination | Provenance/Destination      | Durée |
|     |                    |                | Arrivées               |                             |       |
|     | Aljoša Rezar       | Gardien de but |                        | Tremblay-en-France Handball | 3 ans |
|     | Luc Tobie          | Arrière droit  |                        | Pays d'Aix UCH              | 3 ans |
|     |                    |                | Départs                |                             |       |
|     | Yassine Idrissi    | Gardien de but |                        | ?                           | -     |
|     | Damien Waeghe      | Arrière droit  |                        | ?                           | -     |
|     |                    |                | Prolongations          |                             |       |
|     | Rémi Desbonnet     | Gardien de but |                        |                             | 2 ans |
|     | Jean-Philippe Haon | Ailier gauche  |                        |                             | 1 an  |
|     | Julien Rebichon    | Ailier gauche  |                        |                             | 4 ans |
|     | Guillaume Saurina  | Arrière gauche |                        |                             | 1 an  |
|     | Benjamin Gallego   | Pivot          |                        |                             | 3 ans |
|     | Franck Maurice     | Entraîneur     |                        |                             | 3 ans |

### Effectif
Note : Est indiqué comme étant en sélection nationale tout joueur ayant participé à au moins un match avec une équipe nationale lors de la saison 2015-2016.

## Compétitions

### Championnat

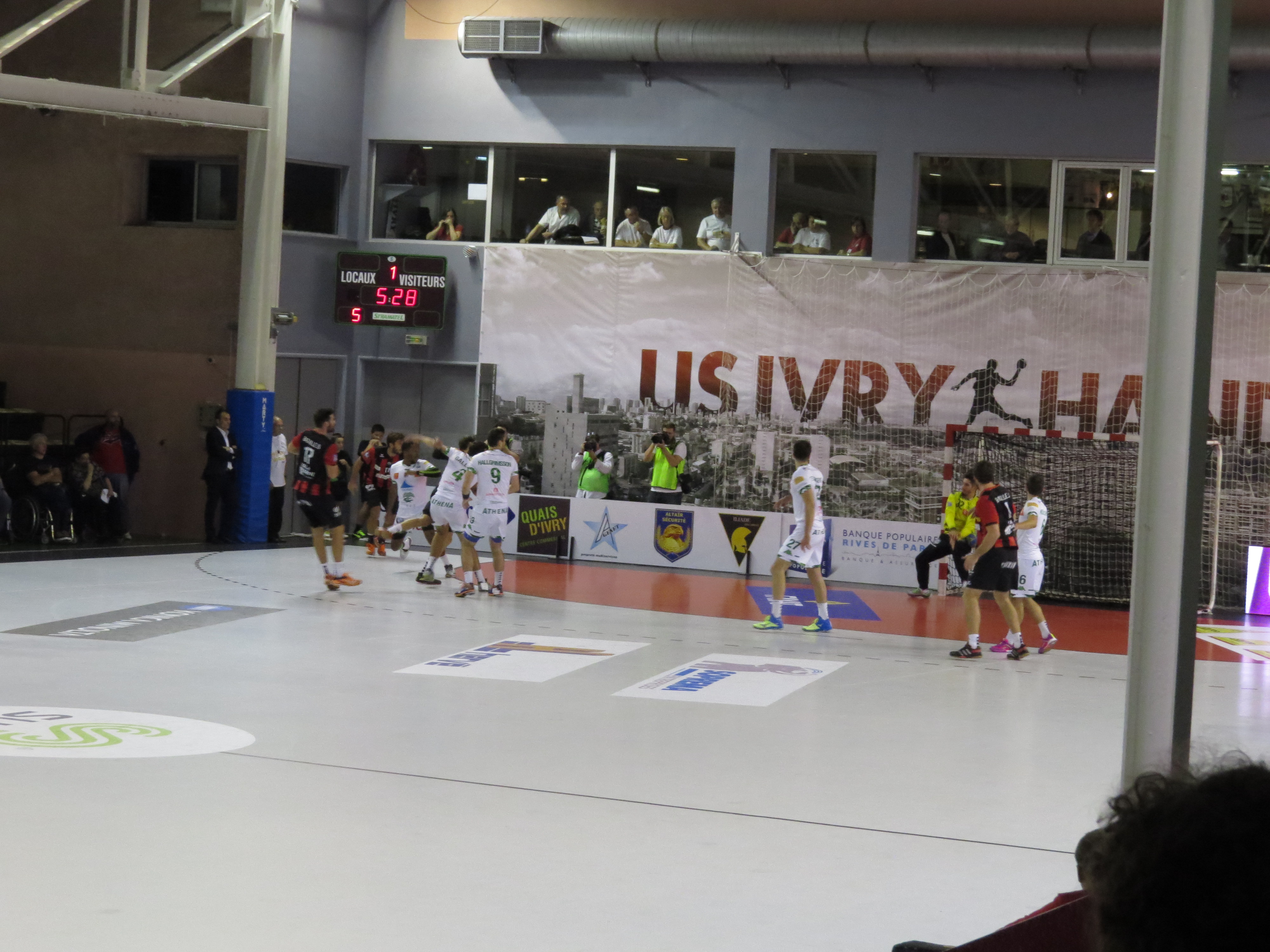
USAM Nîmes chez l'US Ivry

Le club termine à la 10e place.
|    | Équipe                        | Pts | J  | G  | N | P  | Bp  | Bc  | Diff |
| -- | ----------------------------- | --- | -- | -- | - | -- | --- | --- | ---- |
| 1  | Paris Saint-Germain (T) (C)   | 46  | 26 | 23 | 0 | 3  | 883 | 739 | 144  |
| 2  | Saint-Raphaël VHB             | 36  | 26 | 16 | 4 | 6  | 749 | 713 | 36   |
| 3  | HBC Nantes                    | 34  | 26 | 16 | 2 | 8  | 769 | 681 | 88   |
| 4  | Montpellier Handball (L, F) * | 32  | 26 | 15 | 3 | 8  | 758 | 721 | 37   |
| 5  | Chambéry SH                   | 31  | 26 | 14 | 3 | 9  | 730 | 690 | 40   |
| 6  | US Créteil                    | 28  | 26 | 11 | 6 | 9  | 786 | 787 | -1   |
| 7  | Dunkerque HGL                 | 26  | 26 | 11 | 4 | 11 | 681 | 687 | -6   |
| 8  | Cesson Rennes MHB             | 25  | 26 | 10 | 5 | 11 | 681 | 717 | -36  |
| 9  | Fenix Toulouse                | 24  | 26 | 10 | 4 | 12 | 762 | 743 | 19   |
| 10 | USAM Nîmes Gard               | 22  | 26 | 9  | 4 | 13 | 767 | 779 | -12  |
| 11 | US Ivry (P)                   | 19  | 26 | 8  | 3 | 15 | 697 | 765 | -68  |
| 12 | Pays d'Aix UCH                | 17  | 26 | 6  | 5 | 15 | 734 | 779 | -45  |
| 13 | Chartres MHB 28 (P)           | 12  | 26 | 5  | 2 | 19 | 674 | 784 | -110 |
| 14 | Tremblay-en-France Handball   | 11  | 26 | 5  | 1 | 20 | 725 | 811 | -86  |

|     | Champion de France et qualification pour la Ligue des champions |
|     | Qualification sur dossier pour la Ligue des champions           |
|     | Qualification pour la Coupe de l'EHF                            |
|     | Relégation en Division 2                                        |
| (T) | Tenant du titre 2015                                            |
| (P) | Promu 2015                                                      |
| (C) | Vainqueur du Trophée des Champions 2015                         |
| (L) | Vainqueur de la Coupe de la Ligue 2015-2016                     |
| (F) | Vainqueur de la Coupe de France 2015-2016                       |

### Coupe de la Ligue
D'entrée de jeu les deux équipes jouent au jeu du chat et de la souris, mais c'est Toulouse qui prend finalement les devants avec 3 longueurs (11-15, 20e). Nîmes recolle au score grâce à Guillaume Saurina qui inscrit 6 buts d'affilée (17-17, 27e) et rentre même aux vestiaires avec un but d'avance (18-17, 1MT). Les hommes de Franck Maurice poursuivent sur leur lancée et prennent 5 buts d'avance toujours sous l’impulsion de leur capitaine (25-20, 37e). C'est le moment que choisit Philippe Gardent pour poser un temps mort et remettre ses joueurs sur la bonne voie (25-24, 41e). La lutte est âpre mais Toulouse est toujours à la traîne d'un but voire deux (29-27, 49e). Finalement c'est Vasko Ševaljević qui ramène les équipes à égalité (29-29, 51e). La passe d'armes est à l'avantage des Toulousains (31-34, 59e). Les deux buts de l'ailier gauche Julien Rebichon dans la dernière minute ne permettent pas au Nîmois d'obtenir le nul et les tirs au but. Nîmes s'incline sur le fil 33 à 34,.
| Premier                                     | 02.09.2015 | USAM Nîmes | 33 – 34 | Fenix Toulouse | Feuille de match |
| L'USAM Nîmes est éliminé au premier tour.   |            |            |         |                |                  |
| Légende: Victoire Nul Défaite Score du club |            |            |         |                |                  |

### Coupe de France
| Tour | Date                   | Club recevant   | Division | Score   | Club visiteur   | Division |
| ---- | ---------------------- | --------------- | -------- | ------- | --------------- | -------- |
| 16e  | 18 décembre 2015       | Istres OPH      | Pro D2   | 31 - 36 | USAM Nîmes Gard | LNH      |
| 8e   | 6 février 2016 à 20h00 | USAM Nîmes Gard | LNH      | 26 - 30 | Chartres MHB 28 | LNH      |